# Don't Be Blue
Don't Be Blue är ett musikalbum från 2001 med Alice Babs. Dessutom medverkar Nils Lindberg Third Saxes Galore.

## Inspelning
Inspelningen gjordes i Atlantis Studio i Stockholm den 23-25 maj 2001.

## Utgåvor
Originalutgåvan på CD, Prophone PCD 062, har följts av digital nedladdning.

## Låtlista
1. I Didn't Know What Time It Was (Richard Rodgers / Lorenz Hart) – 4'30
2. If I Were Eve (John Lewis / Margo Guryan) – 5'10
3. Portrait of Django (Lewis / Susan Birkenhead) – 4'23
4. Song for the Dreamer (Lewis / Guryan) – 3'26
5. Baroque Stomp (Olle Lindberg) – 3'27
6. As You Are (Nils Lindberg / Red Mitchell) – 5'57
7. Taking a Chance on Love (Vernon Duke / John Latouche / Ted Fetter) – 3'30
8. Marit's Song (Marit's visa) (Nils Lindberg / Rune Lindström / Lotta Ahlin) – 3'31
9. I Could Write a Book (Rodgers / Hart) – 3'30
10. Vocalise (Nils Lindberg) – 4'01
11. In a Mellow Tone (Duke Ellington / Milton Gabler) – 4'26
12. Thank You for Everything (Lotus Blossom) (Billy Strayhorn / Edmund Anderson) – 3'00

## Medverkande
- Alice Babs – sång
- Nils Lindberg – piano, arrangemang
- Anders Paulsson – sopransaxofon, tenorsaxofon
- Hans Åkesson – altsaxofon
- Krister Andersson – tenorsaxofon
- Joakim Milder – tenorsaxofon
- Peter Gullin – barytonsaxofon
- Jan Adefelt – bas
- Bengt Stark – trummor

## Recensioner
- Svenska Dagbladet 26 oktober 2001

### Fotnoter
1. ↑  ”Svensk mediedatabas”. http://smdb.kb.se/catalog/id/001548376. Läst 26 maj 2013.